# Karabin RAI model 500
RAI model 500 (Iver Johnson AMAC-300) – amerykański wielkokalibrowy karabin wyborowy.

## Historia
W czasie wojny wietnamskiej amerykańscy strzelcy wyborowi zaczęli używać jako broni wyborowej specjalnie przystosowanych wkm-ów M2. Duża masa tej broni sprawiła, że rozpoczęto eksploatację radzieckich karabinów przeciwpancernych PTRD wyposażonych w lufy kalibru 12,7 mm i celowniki optyczne.
W 1982 roku w amerykańskim ośrodku badawczym Research Armnament Prototypes zbudowano prototyp karabinu wyborowego kalibru 12,7 mm. W latach 1982–1984 wyprodukowano około 100 tych karabinów. Znalazły się one na uzbrojeniu jednostek specjalnych wchodzących w skład US Marines i US Navy (US Seal). Były one używane przez piechotę morską podczas walk w Bejrucie i podczas I wojny w Zatoce Perskiej, przez Seal podczas inwazji na Grenadę.
W następnych latach prawa do produkcji tego karabinu stały się własnością firmy Research Armament Model, a następnie Daisy Weapons Systems, Iver Johnson Arms i Redick Arms Development. Ostatecznie około 2000 roku Redick Arms został zakupiony przez Ramo Defense która jest obecnym właścicielem praw do produkcji tej broni. Firmy te produkowały karabiny RAP Model 500, Iver Johnson AMAC-1500 i Ramo M600 różniące się od RAI model 500 konstrukcją hamulca wylotowego.

## Opis
RAI model 500 jest bronią jednostrzałową, z zamkiem ślizgowo-obrotowym, czterotaktowym.
Lufa gwintowana (skok 356 mm), samonośna, zakończona hamulcem wylotowym. Zewnętrzna powierzchnia lufy jest żłobkowana, co zwiększa jej sztywność i ułatwia chłodzenie.
RAI model 500 jest bronią jednostrzałową. W celu przeładowania broni należy odłączyć od broni zamek i ręcznie usunąć łuskę (karabin nie ma wyciągu).
Karabin wyposażony jest w chwyt pistoletowy i kolbę o regulowanej długości. Kolba może być łatwo odłączona. Jedynym celownikiem jest celownik optyczny.